# Страдунь
Страдунь (пол. Straduń, нім. Straduhn) — село в Польщі, у гміні Тшцянка Чарнковсько-Тшцянецького повіту Великопольського воєводства.
Населення — 264 особи (2011).
У 1975-1998 роках село належало до Пільського воєводства.

## Демографія
Демографічна структура станом на 31 березня 2011 року:
|          | Загалом | Допрацездатний вік | Працездатний вік | Постпрацездатний вік |
| -------- | ------- | ------------------ | ---------------- | -------------------- |
| Чоловіки | 138     | 27                 | 97               | 14                   |
| Жінки    | 126     | 35                 | 68               | 23                   |
| Разом    | 264     | 62                 | 165              | 37                   |